# Gran Mezquita de Cairuán
La mezquita de Uqba (en árabe: جامع عقبة), conocida también como la Gran Mezquita de Cairuán (en árabe: جامع القيروان الأكبر), es la mezquita aljama de Cairuán, una de las más importantes mezquitas de Túnez y está considerada como el más antiguo santuario islámico del Occidente musulmán (Magreb).
Es una mezcla de la tradición omeya (planta cuadrada del minarete, sistema de soportes, sillería, arco de herradura y el concepto diáfano) y la abasí (forma de T, cúpulas en trompas, arcos lobulados y la cerámica) 
Construida por el arquitecto Uqba ibn Nafi en el 670 (el año 50 según el calendario islámico) en el momento de la fundación de la ciudad de Cairuán, la mezquita ocupa una superficie de 9000 metros cuadrados y su perímetro alcanza los 415 metros, medidas que otorgan a la Gran Mezquita un puesto preeminente entre los templos más amplios de África del Norte.
Su espacio incluye una sala de oración, un gran patio parcialmente pavimentado de mármol y un alminar de aspecto macizo. La mezquita de Uqba es uno de los más relevantes elementos arquitectónicos que conforman la ciudad de Cairuán, declarada Patrimonio de la Humanidad.
En la época de la dinastía aglabí, la importancia de la Mezquita de Uqba y del resto de lugares sagrados de la ciudad de Cairuán, acentuó su desarrollo urbano y promovió un aumento significativo de su población. La universidad o madrasa, formada por los maestros que enseñan en la mezquita, se constituye como importante centro de estudios religiosos y profanos.
Trece siglos después de su fundación, es un relevante centro espiritual visitado cada año por centenas de millares de fieles y turistas.        

## Una breve historia
Poco tiempo después de su construcción, la mezquita es destruida en 690, durante la ocupación de Cairuán por los bereberes dirigidos por su jefe Kusaila. Después de la victoria de las tropas árabes, el santuario es reconstruido por el general gasánida, Hassan Ibn Numan en 703. Con el crecimiento de la población de la ciudad de Cairuán, Hisham ibn Abd al-Malik, califa omeya de Damasco, ordena durante el siglo VIII los trabajos de urbanismo y reconstrucción de la mezquita, a excepción de su mihrab. En 772, una nueva reconstrucción se planifica bajo la dirección del gobernador Yazid bin Hâtim.

Durante el reinado de los soberanos aglabíes, Cairuán alcanza su apogeo y la mezquita aprovecha este período de calma y de prosperidad. En 836, Ziyadat Alá reconstruyó la mezquita una vez más. En 862, Abul-Ibrahim aumenta el oratorio con tres tramos hacia el norte, y añade la cúpula por encima de la entrada. En 875, Ibrahim II persigue la construcción de tres tramos a costa del patio que es también amputado sobre los tres otros costados por galerías dobles.

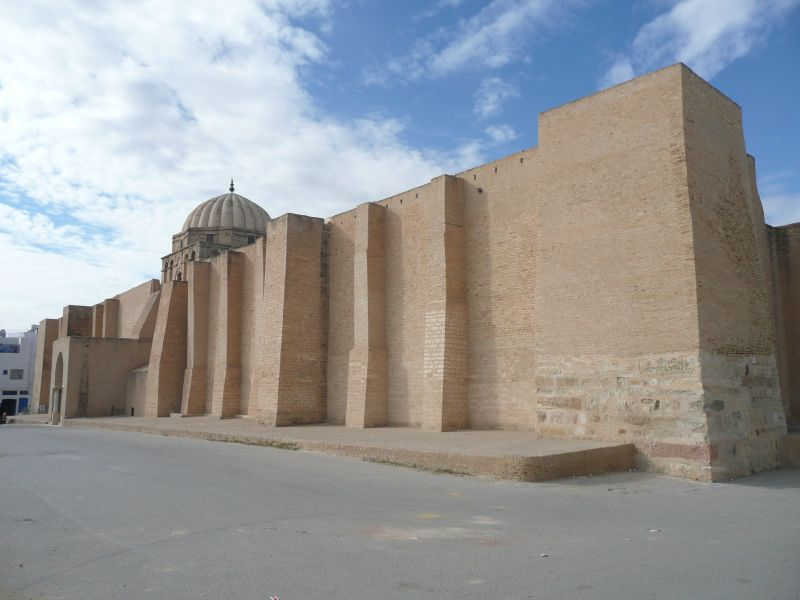
Las paredes exteriores y las puertas de la Gran Mezquita de Cairuán.

Globalmente el aspecto actual de la mezquita es del siglo IX.Posteriormente se produjeron restauraciones menores que conciernen a la totalidad de la construcción, sobre todo en la época de la dinastía hafsí (1228-1574), pero que no afectan a su arquitectura. La Gran Mezquita de Cairuán preserva su apariencia del período de los príncipes aglabíes.

## Planimetría

Plano de la Gran Mezquita de Cairuán.

La mezquita de Uqba parece como una fortaleza imponente, debido a la solidez de las piedras de cerca 1,9 m de espesor que fueron utilizadas para elevar sus paredes, lo mismo que para las torres de ángulo y las estribaciones que sostienen y refuerzan las paredes exteriores. La mezquita tiene la forma de un cuadrilátero irregular, que es mucho más largo del lado de la entrada principal (138 metros) que del lado opuesto (128 metros) y menos ancha del lado del alminar (71 metros) que del lado opuesto (77 metros).
La importancia de esta mezquita reside en el definido esquema en T, obra de Abu Ibrahim Ahmad que marca el esquema del edificio pues la sala de oraciones consta de una nave paralela al muro de la quibla sobredimensionada y una vía que une la entrada con el mihrab también sobredimensionada, formando así una T. Esta solución ya la vimos en Damasco. Las demás naves son perpendiculares a la quibla. Los expertos no se ponen de acuerdo en los orígenes de este esquema. Se suele vincular a algunos edificios como la mezquita de Jerusalén, de Abu Dulaf en Samarra o simplemente que es propia de esta mezquita. Independientemente de los orígenes este esquema lo encontraremos en Córdoba y en el resto de arquitectura norteafricana. Este tipo de solución en T hunde sus raíces en la experiencia de la basílica cristiana.

Vista general del edificio (centro), fachada sur hacia el exterior (izquierda) y minarete visto desde el patio (derecha)

De planta rectangular con la clásica compartimentación entre el sahn y haram o sala de oraciones, posee una nave axial, un transepto y una cúpula dispuesta en el compartimento previo al mihrab (elemento que señala la dirección de La Meca). Se superponen dos niveles de plantas, lo cual supone una novedad en el momento de su construcción. Además, si se observa la ubicación en lugares específicos de fustes de granito rojo, verde y blanco y de capiteles bizantinos y tardorromanos, podemos identificar la planta de un edificio contenido dentro de la propia mezquita. 
La nave central está delimitada por la colocación de fustes verdes y blancos intercalados con capiteles bizantinos o tardorromanos. Para ellos, se toma la planta de la mezquita de al-Aqsa como modelo. En el extremo norte de la nave central, hay una cúpula construida en época de Ibrahim II.
En la sala de oraciones observamos también la forma definida por capiteles bizantinos de dos octógonos de columnas concéntricos entre sí, lo que recuerda a la forma del doble anillo de soportes de los deambulatorios de la Cúpula de la Roca. 
Estas influencias a los principales monumentos de Jerusalén pueden deberse a que Kairuán se encontraba en la ruta de peregrinación a Jerusalén y a La Meca, siendo un lugar de paso frecuente de peregrinos.

### El patio

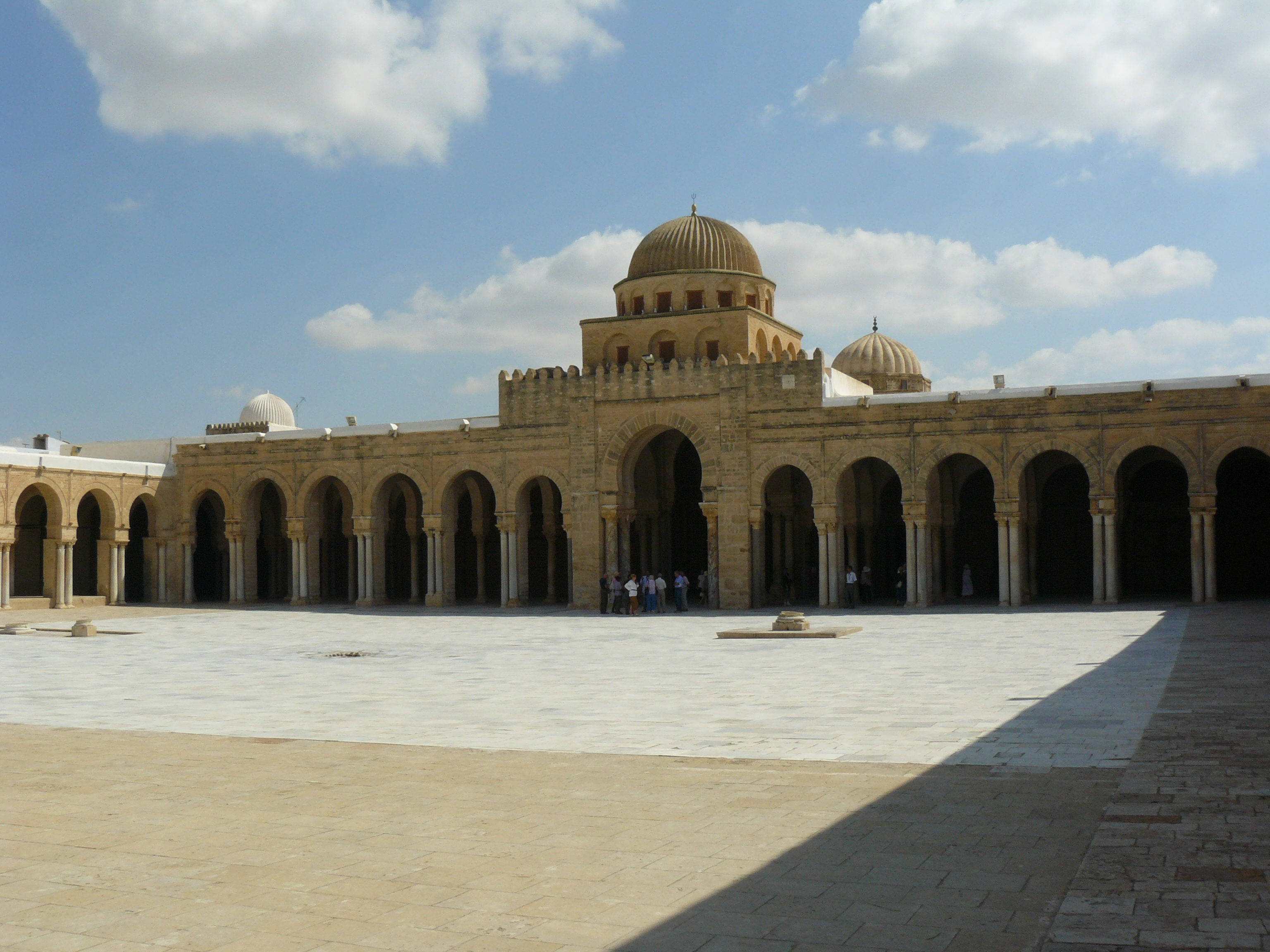
Patio y fachada de la sala de oración.

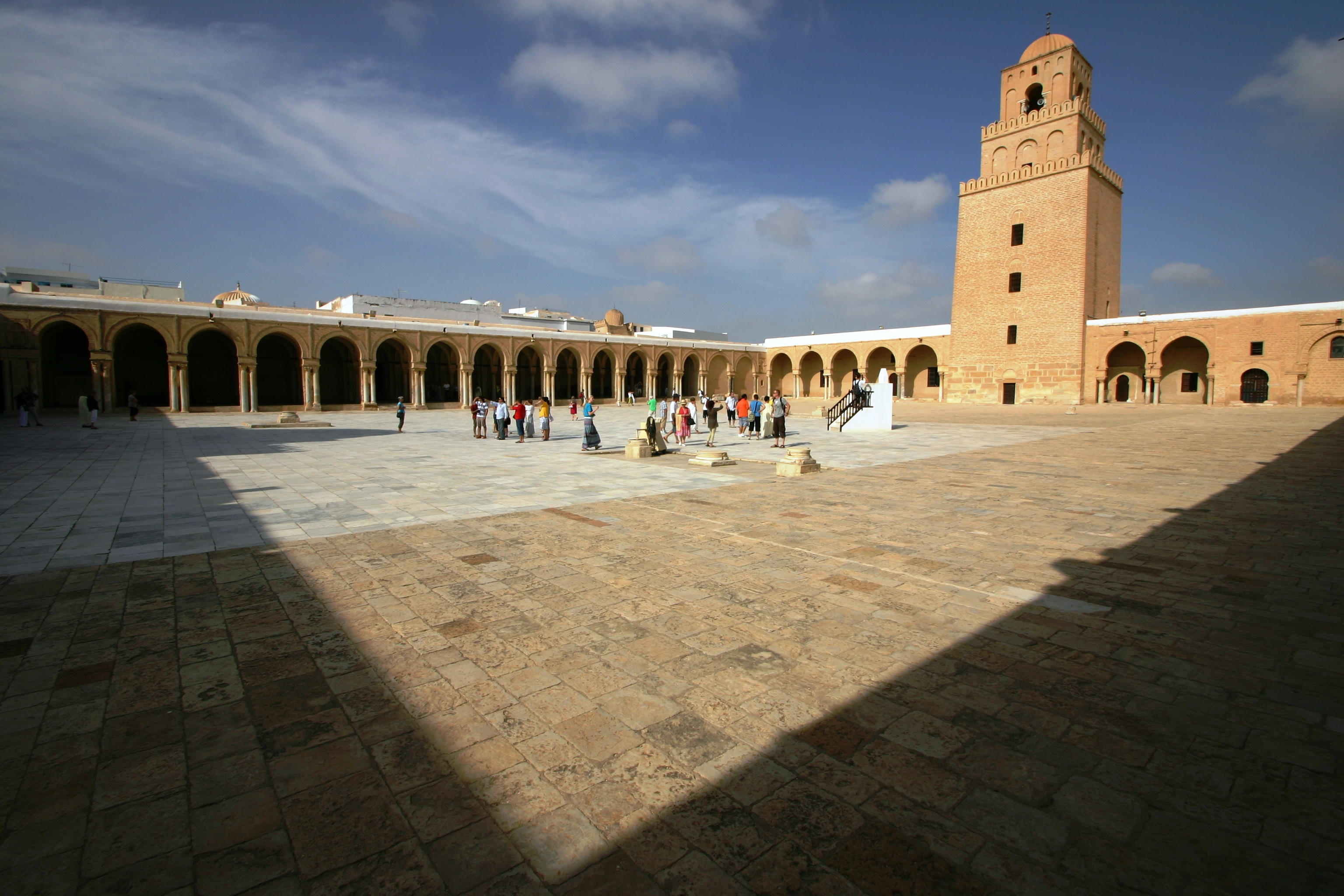
El gran patio y el alminar

El patio es accesible por seis puertas laterales y forma un rectángulo a las dimensiones impresionantes. Este espacio inmenso es rodeado de galerías dobles constituidas de hermosos arcos sostenidos por diversas columnas de mármol, granito y de pórfido y que fueron tomados de los monumentos antiguos (principalmente de Cartago) así como las de la sala de oración. Cerca del centro del patio, hay un colector de aguas pluviales y un antiguo reloj de sol que indica los horarios de las oraciones diarias. El colector de aguas pluviales filtra las aguas antes de su evacuación en la gran cisterna situada bajo el pavimento del patio.
El agua es un elemento importante en el Islam y en su expresión artística, incluida la arquitectura. Se asocia con la pureza, con la belleza y con la vida y por ello se incluye en la poesía, la pintura y la arquitectura del mundo musulmán.
Es por tanto, transmisor de saberes e imágenes, esto se manifiesta en la idea del vergel, como un lugar irrigado lleno de color que se opone a la hostilidad del desierto que da como consecuencia la arquitectura-vergel o la idea de jardín-paraíso.
Por ello, como indican los testimonios la edificación de la mezquita “describen un territorio fértil en el que abundaban olivos, agua y bosques que se hubieron de desbrozar para su edificación”, recordemos que el agua tenía una significación de fertilidad y divinidad por su función en la creación de lugares irrigados, llenos de color que se oponían a la hostil realidad del desierto en el que se ubica esta mezquita que se encuentra “anterior y exposición de la sociedad triunfante que pretendía conquistar, al menos, toda la orilla meridional del Mediterráneo."

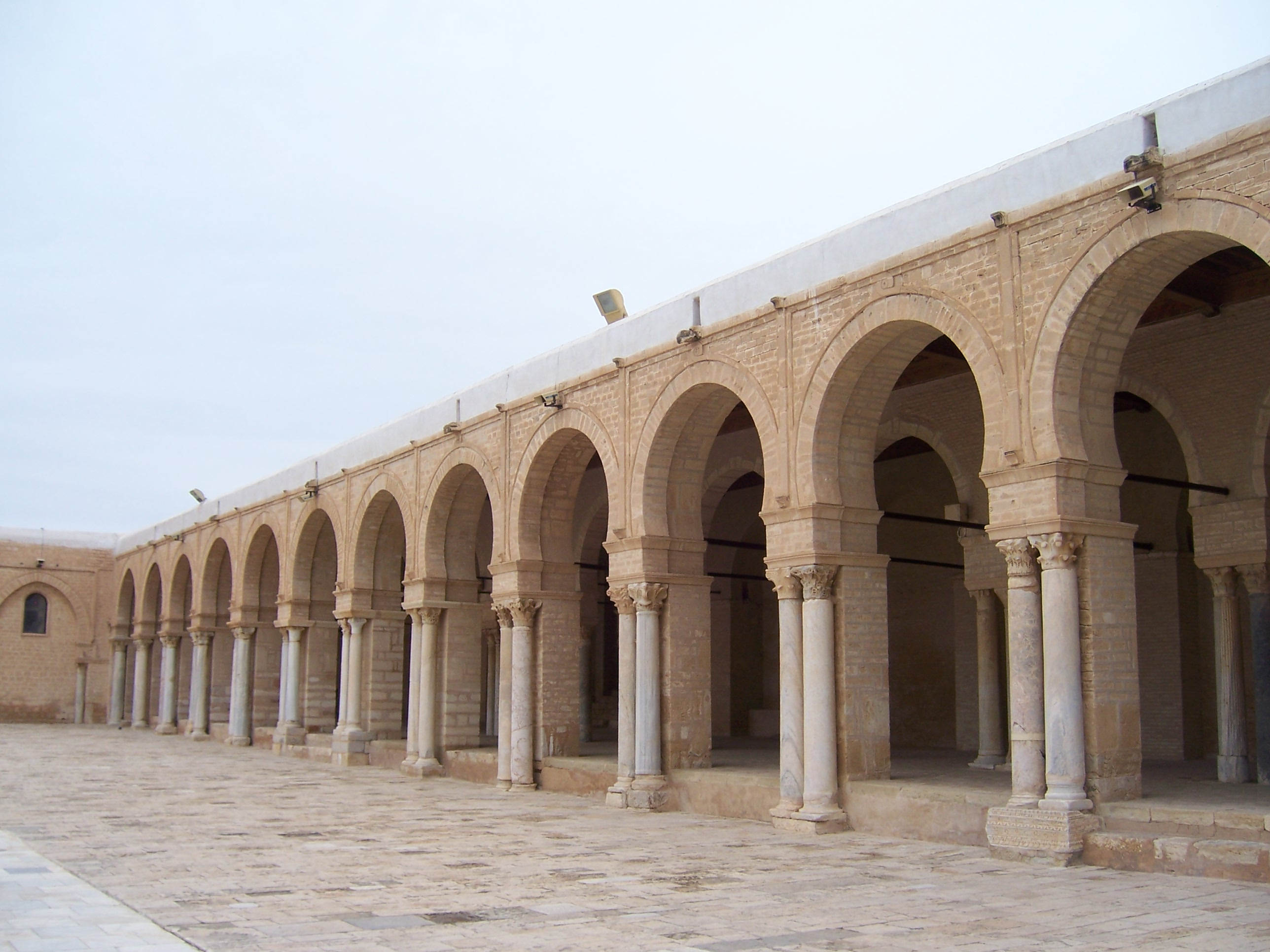
Una de las galerías que rodean el patio
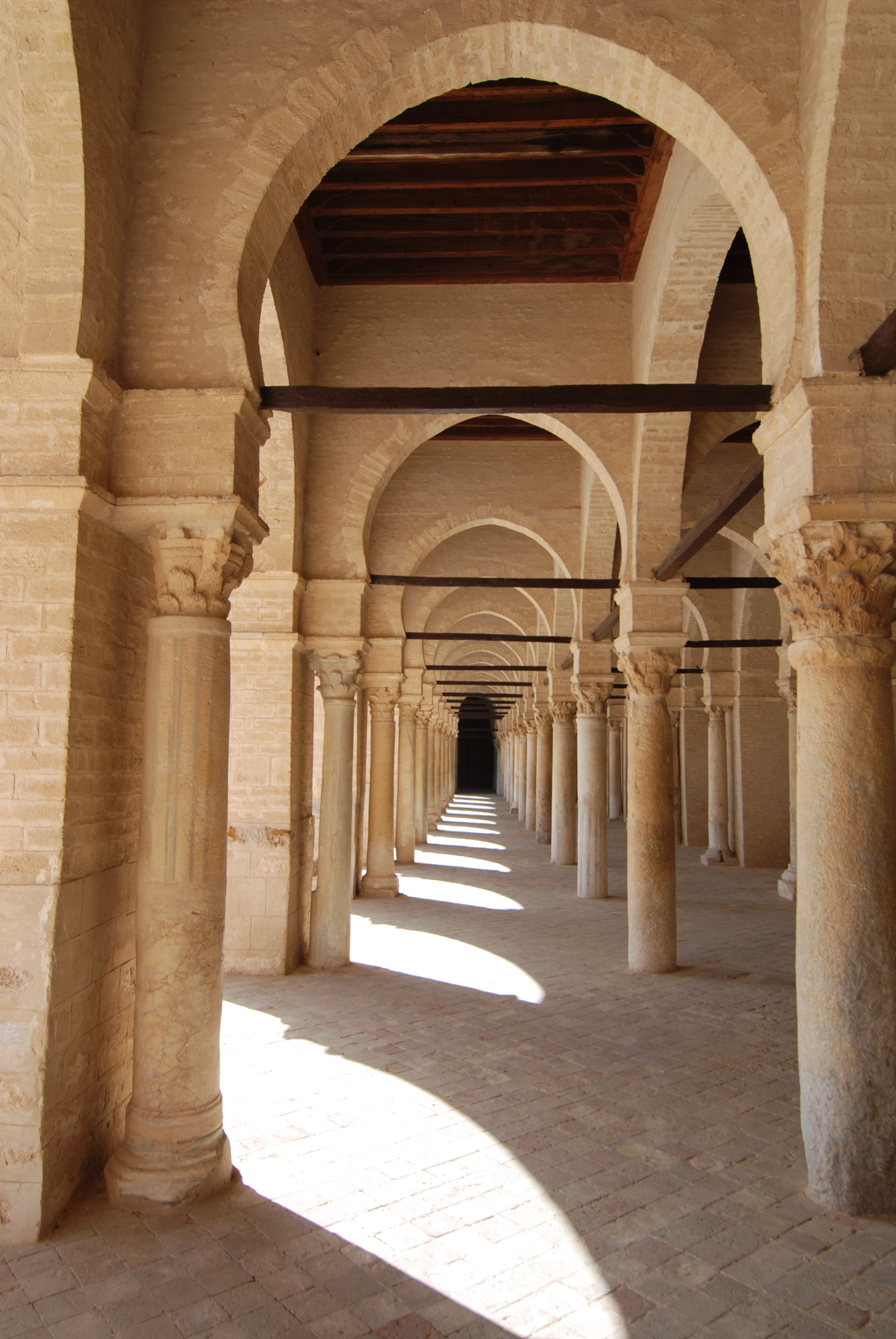
Vista interior de una de las galerías del patio
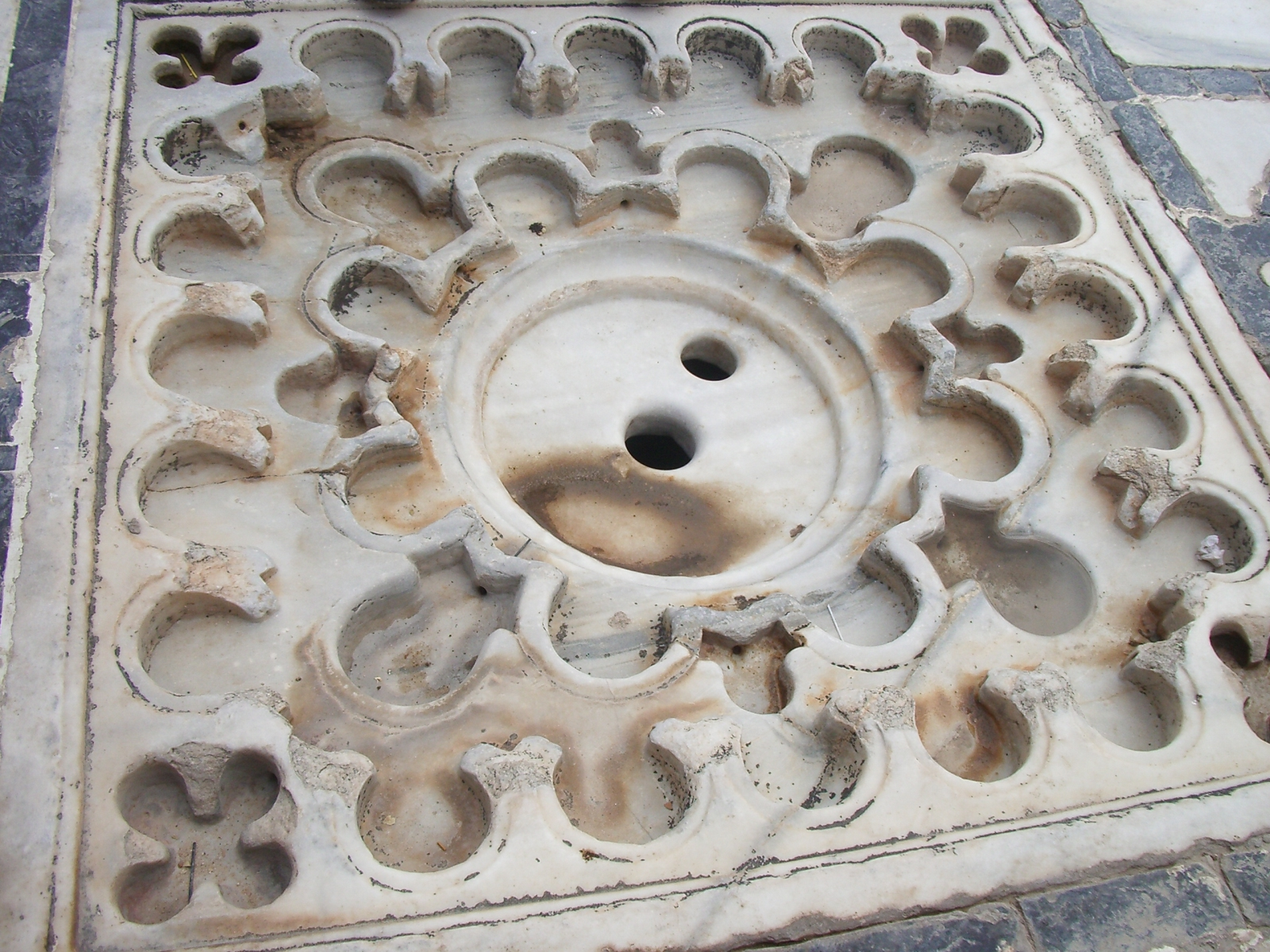
El colector de aguas pluviales
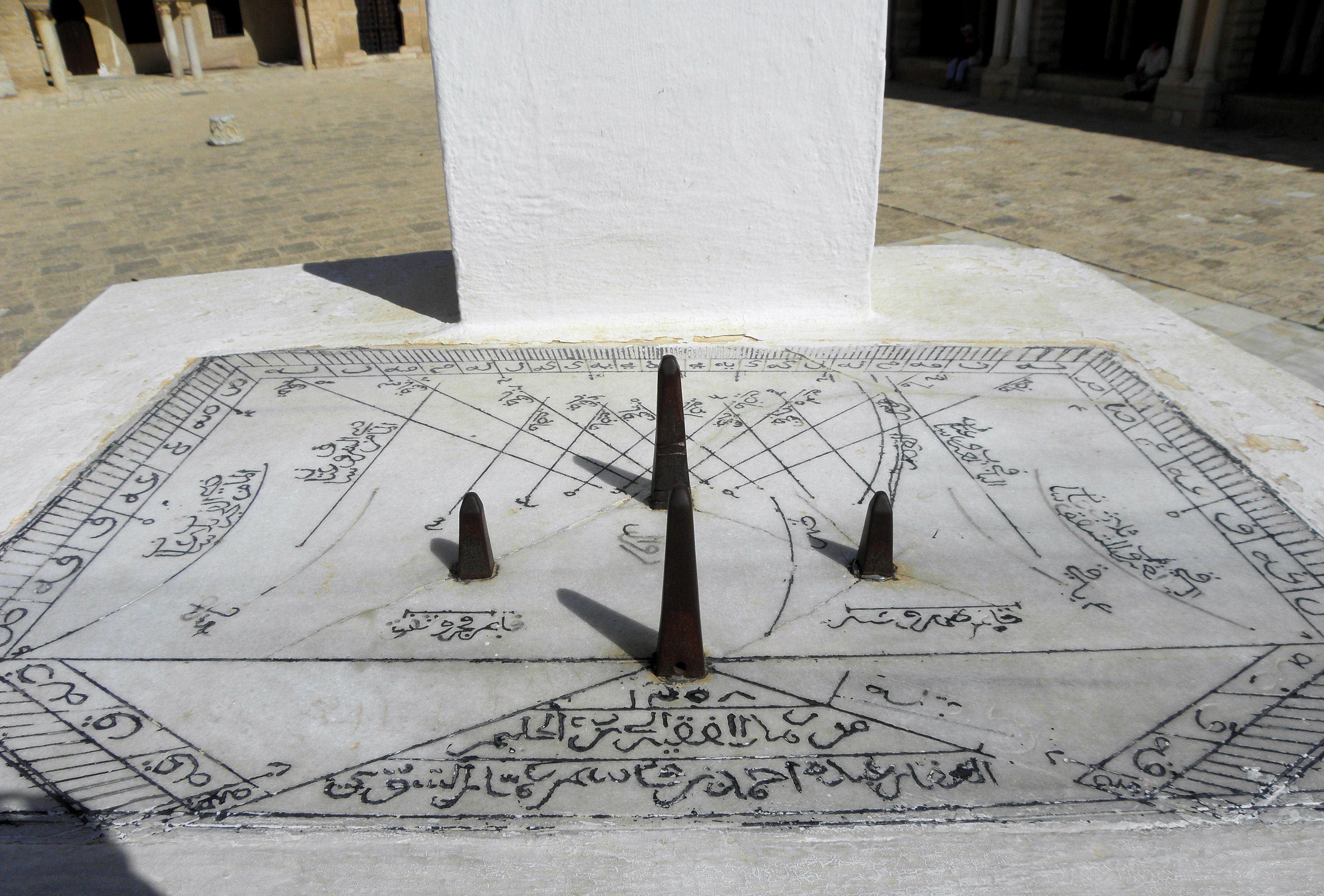
Reloj de sol horizontal

### El alminar

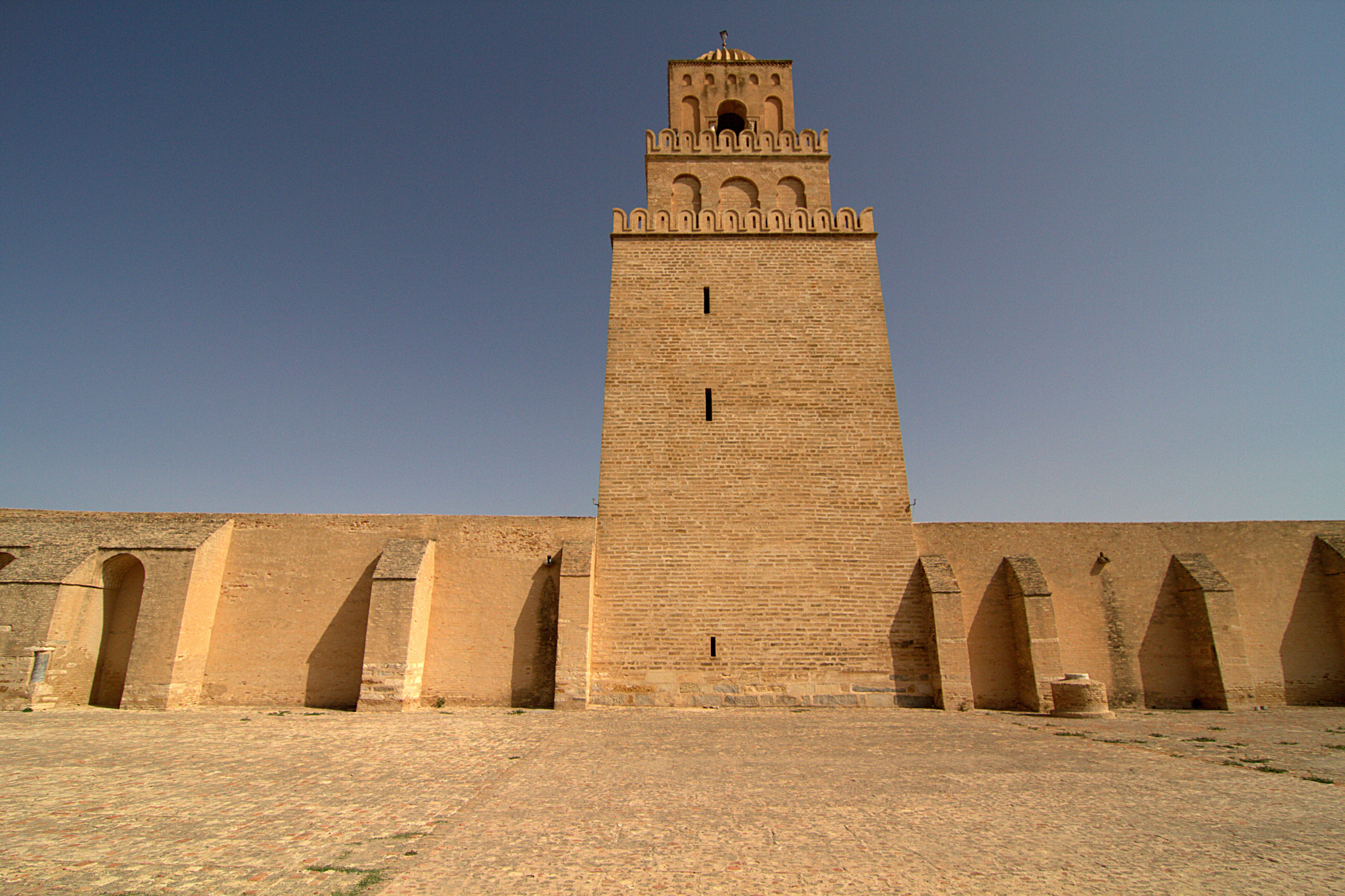
Alminar

El alminar, que sirve para llamar a los fieles a la oración, está constituido por tres niveles cuadrangulares decrecientes siguiendo la tradición omeya; el último piso se termina en una pequeña cúpula gallonada. Su altura total es de 31,5 metros, por su paso imponente, domina toda la ciudad. El minarete está construido sobre una base cuadrada de 10,5 metros de costado y se encuentra en medio de la fachada norte de la mezquita. El alminar de la Gran Mezquita de Cairuán, iniciado por el gobernador Umayyad Bishr Ibn Safouan hacia el año 725 y completado por los príncipes aglabies en el siglo IX, es el más antiguo del mundo.
Tuvo como precedentes las torres de las iglesias sirias y, a su vez, influyó determinantemente en la creación de un modelo de alminar en el arte musulmán de Occidente, así lo demuestran los alminares de la Mezquita de Córdoba.

### Cúpulas

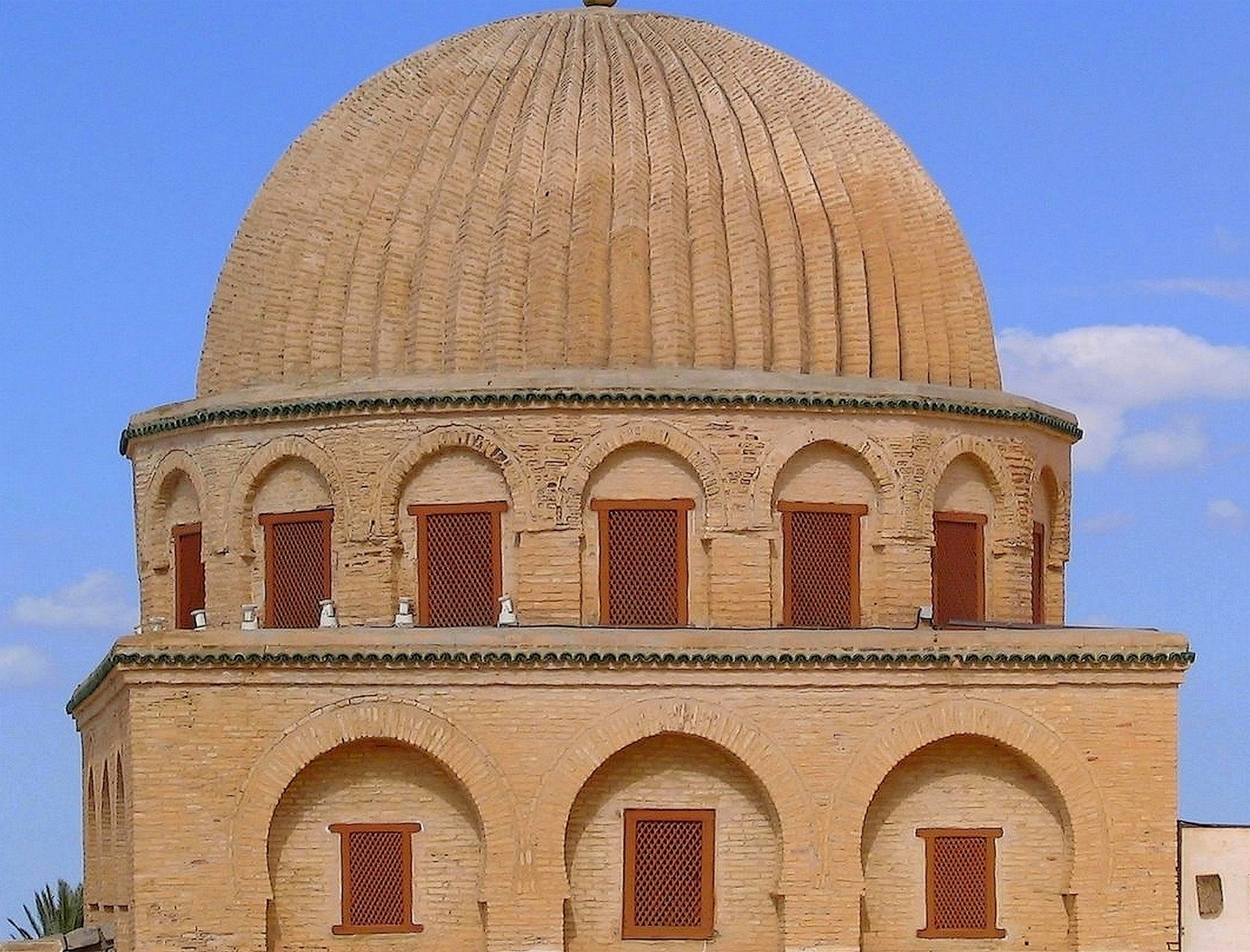
Detalle de una de las cúpulas

En el transepto vemos dos cúpulas gallonadas, al inicio y al final, trasdosan al exterior. Se elevan sobre tres cuerpos de distinta morfología: un tambor octogonal y un cuerpo cuadrangular configurado en trompas con forma de conchas. Tendrán un primer nivel cúbico con arquillos ciegos y un vano polilobulado en el centro, introduciendo así la luz en el templo, en el lugar en que se levantan las trompas para iniciar la cúpula. Vemos otras cúpulas más pequeñas en las esquinas de la mezquita que también serán gallonadas.
La importancia de estas cúpulas ha influido en las mezquitas de al-Zaytüna de Túnez, Susa o Sfax.

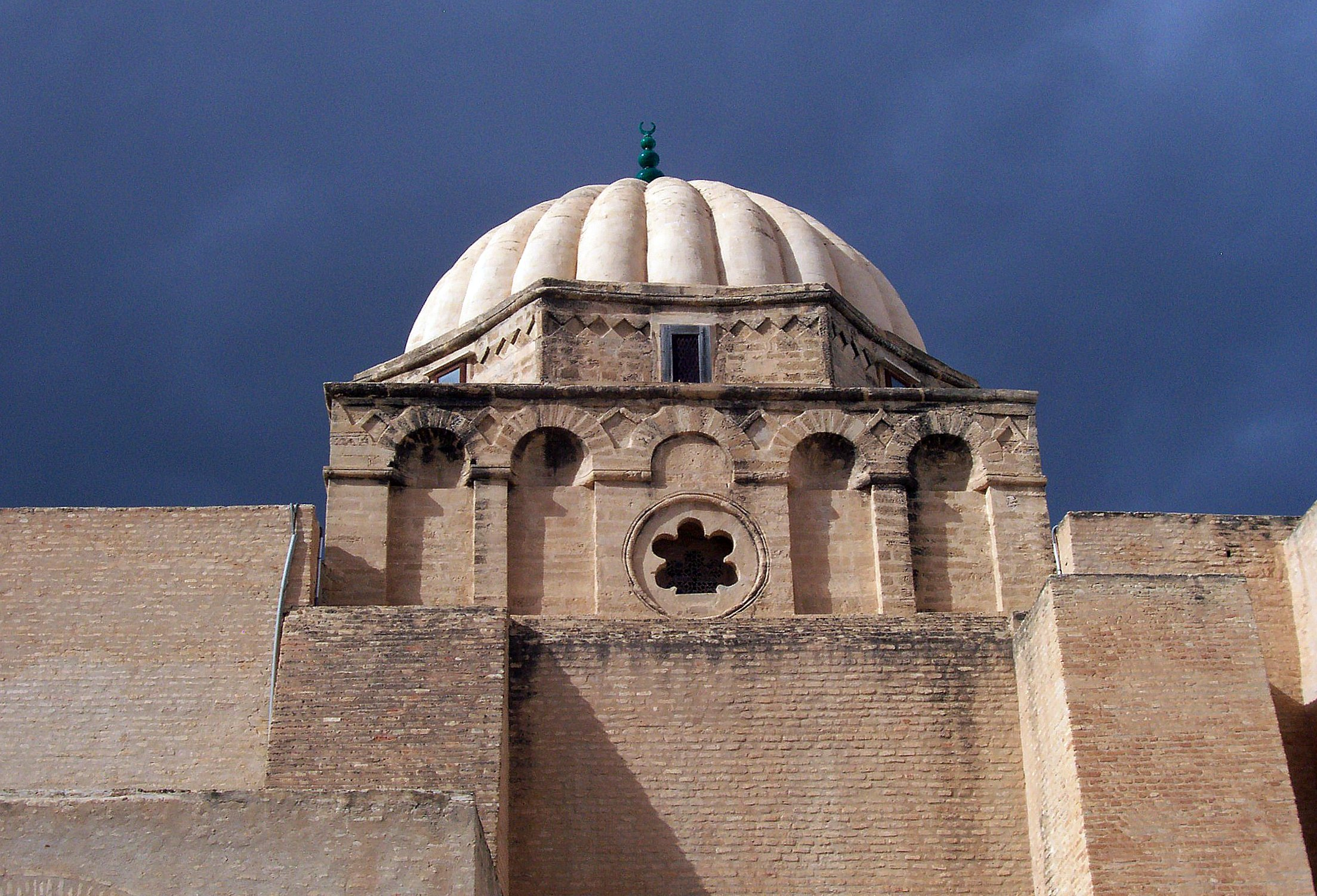
Cúpula desde el exterior
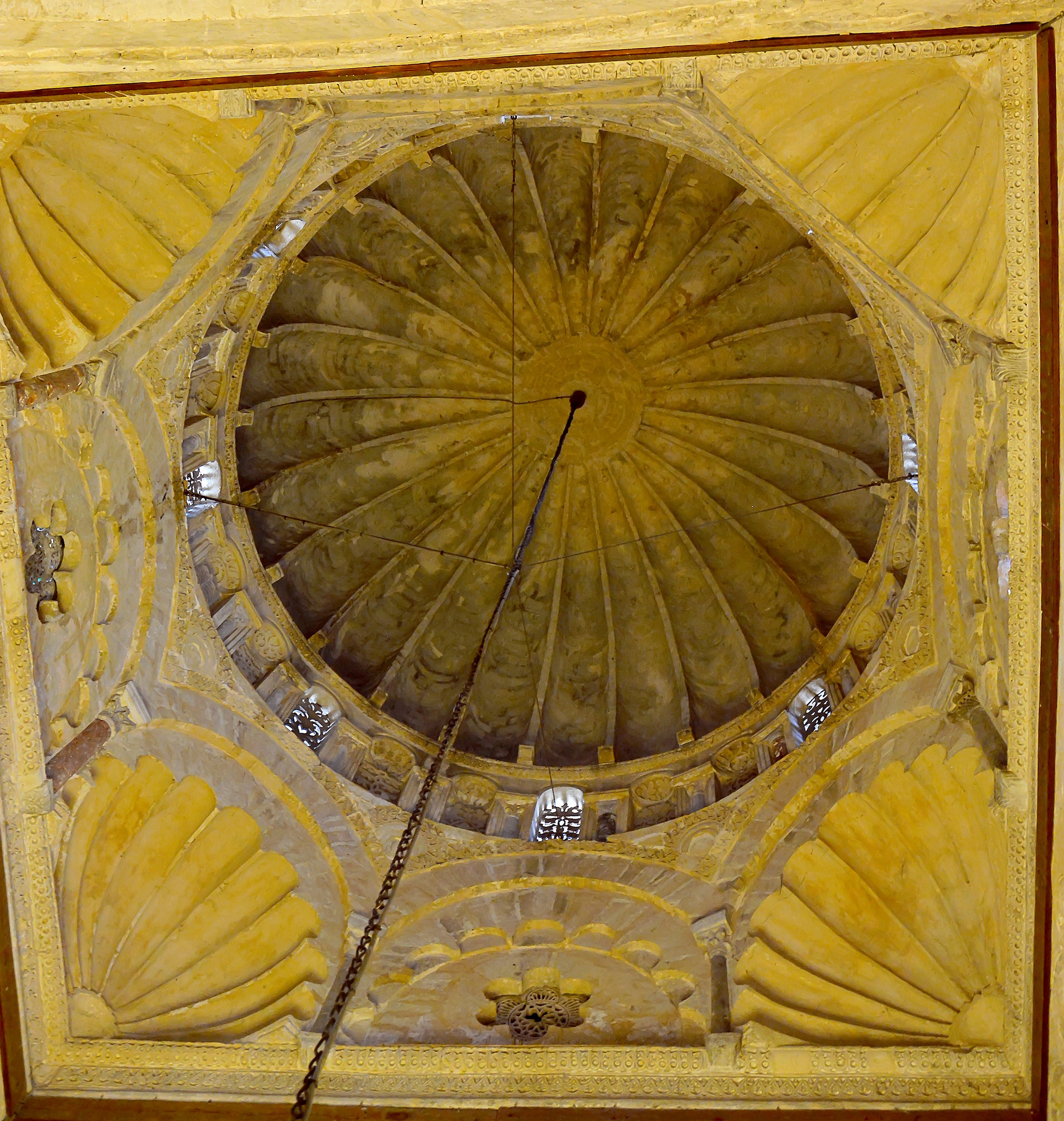
Interior de la cúpula
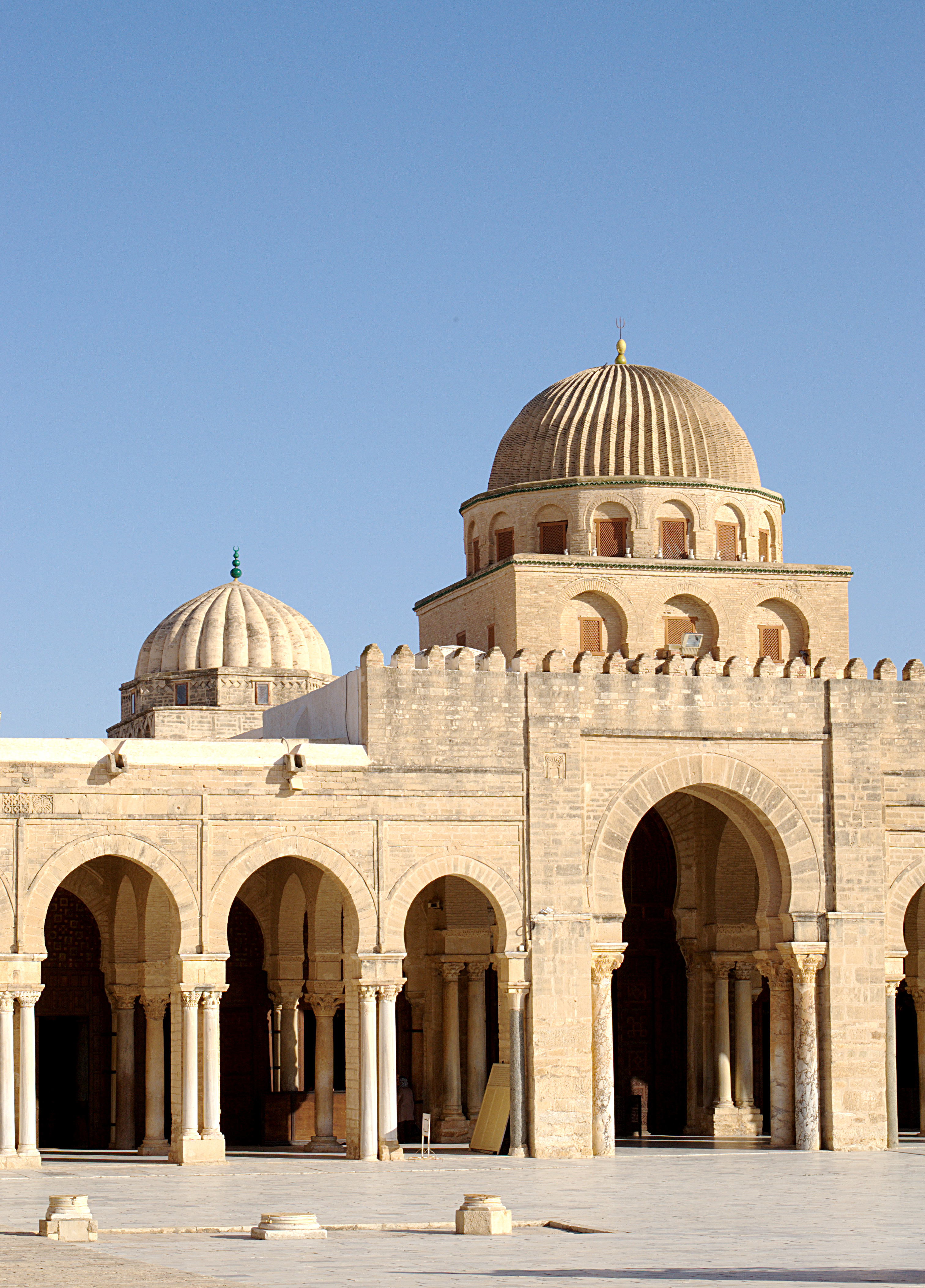
Vista de las dos cúpulas
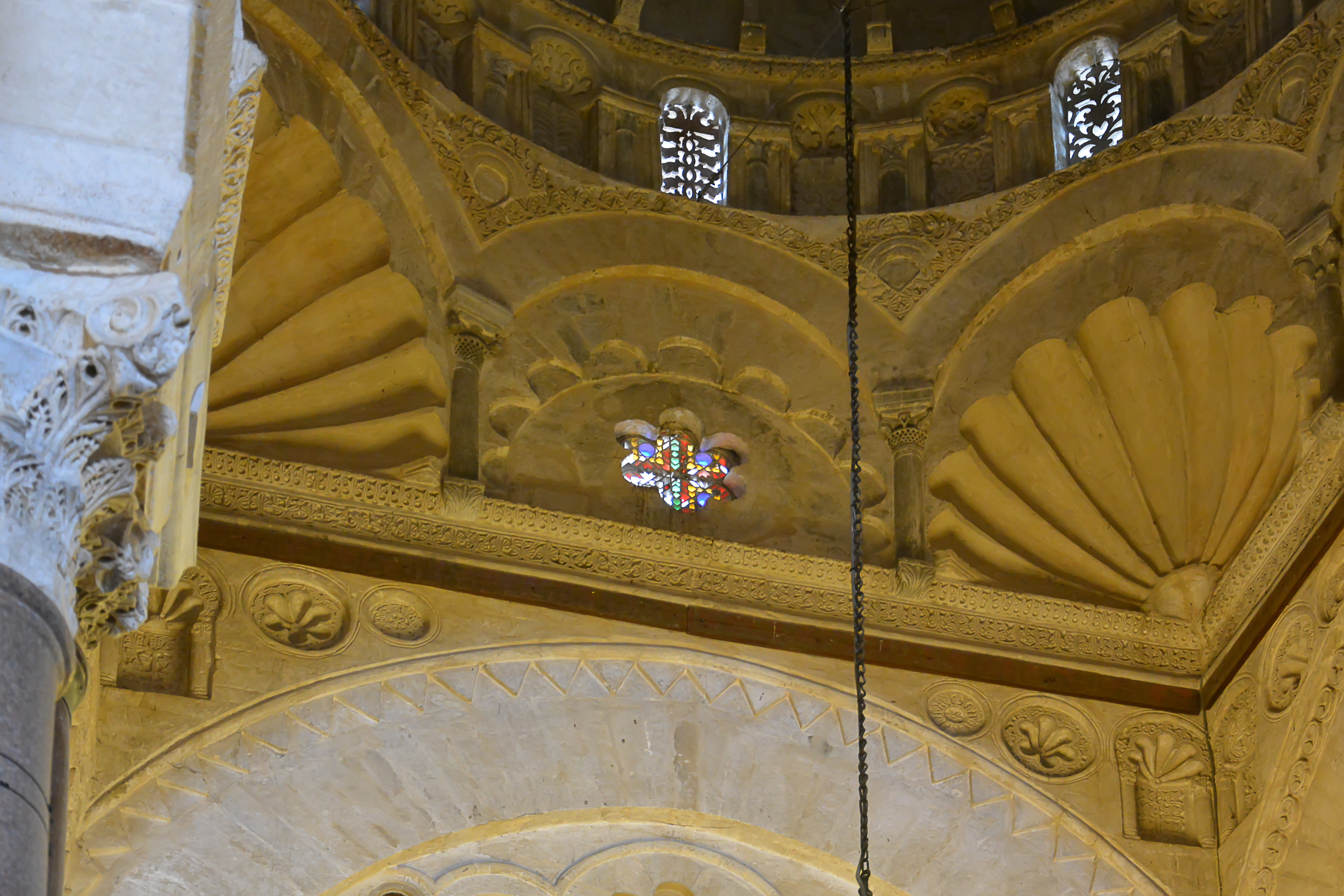
Trompas con decoración de veneras

### Interior

#### Sala de oración

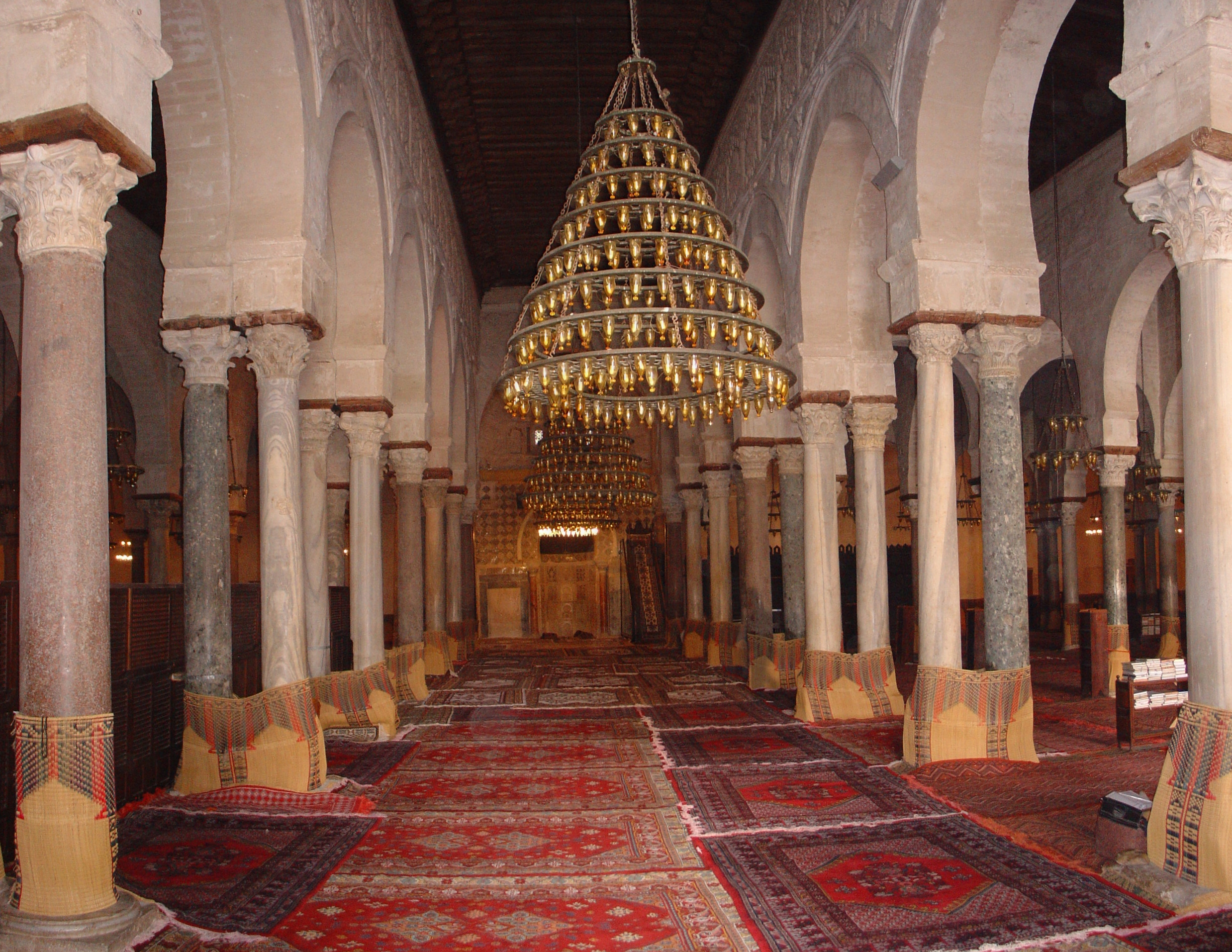
Nave central de la sala de oración.

La sala de oración, que es accesible a través de diecisiete puertas de madera tallada, está dividida en diecisiete naves y ocho tramos incluyendo más de cuatrocientas columnas antiguas reutilizadas de mármol blanco, pórfido rojo y de granito azul similares a las columnas de las galerías que bordean el patio. 
En cuanto a la reutilización de materiales destaca el material de acarreo procedente de expolio de obras romanas precedentes. Esto es visible en las columnas de la sala de oraciones, con las que se trataba de prestigiar la obra, pues, aunque predominase un lenguaje arquitectónico nuevo se habían reutilizado otros sistemas artísticos preexistentes.
En el haram se multiplica la ornamentación en la nave principal y se separa del resto con pares de columnas, además de que la nave tiene más anchura y altura.

#### El mihrab

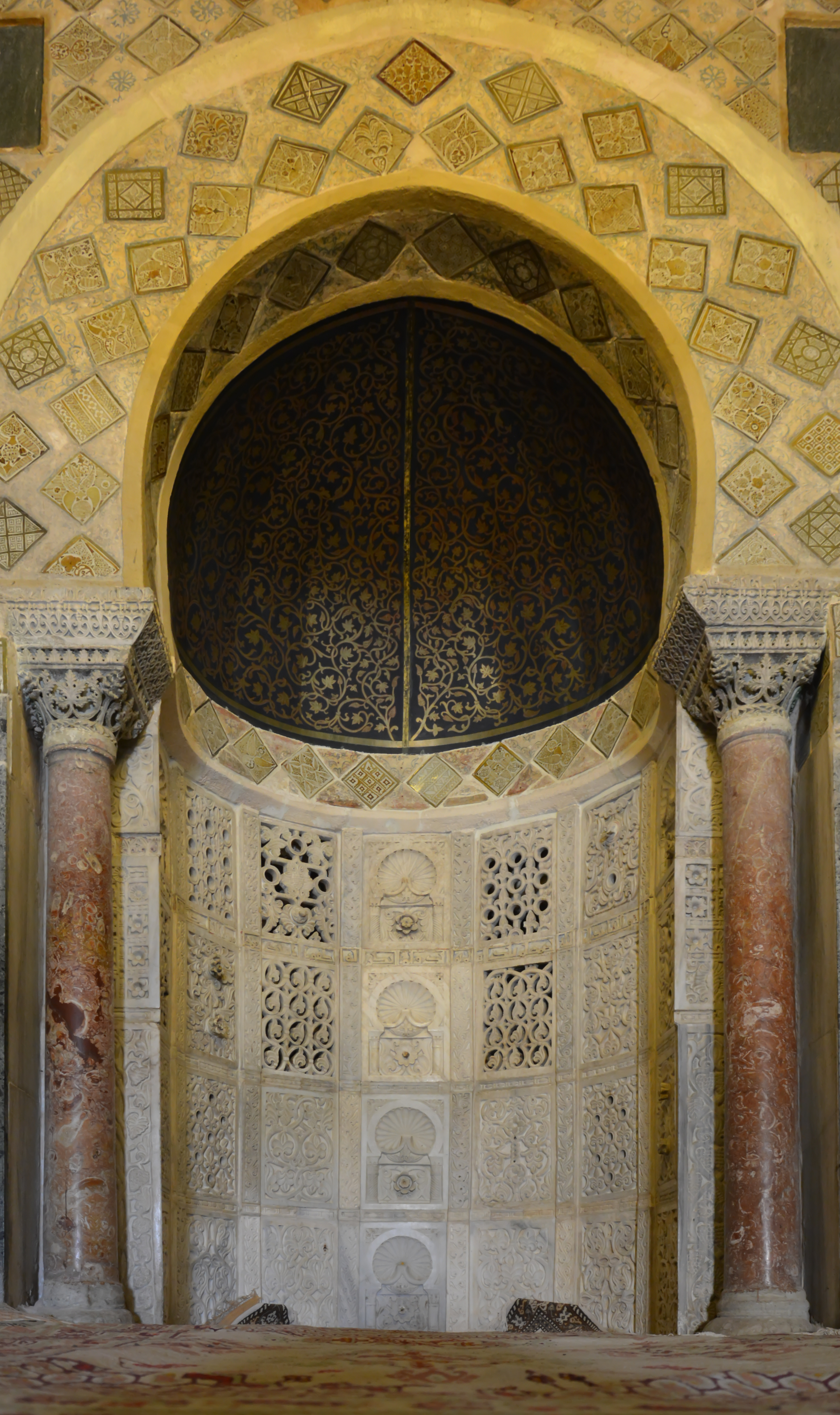
Mihrab

El mihrab, que marca la dirección de La Meca, está situado justo debajo de una de las cúpulas dibuja un arco de herradura en planta y en alzado usa un arco túmido. Está revestido de mármol tallado en veintiocho paneles condecorados con una gran variedad de motivos geométricos y vegetales. El alfiz rectangular que enmarca el mihrab es adornado con azulejos de cerámica de reflejo metálico polícromos y monocromos; todas las piezas tienen 21 cm de lado y 1 cm de espesor. De acuerdo a varios historiadores, la preciosa colección de cerámicas del mihrab de Cairuán es originaria de Mesopotamia, posiblemente de Bagdad. La decoración del mihrab actual data probablemente como lo señala el geógrafo e historiador hispanoárabe al-Bakri, de la época de Ziyadat Allah (817-838). Son las cerámicas más antiguas que hay constancia en el mundo islámico. Encontramos inscripciones en cúfico en relieve en el arranque del arco. En esas inscripciones se reproduce en el interior un sura “Allah el único […] que no ha engendrado ni ha sido engendrado no hay nadie igual a él”.
También encontramos placas de mármol blanco en la parte inferior del nicho donde se incluye la sura CXII de la fe pura.
Por su elegancia, la decoración del mihrab es considerada como una de las composiciones más armoniosas del arte islámico, con elementos vegetales, geométricos y veneras.
El interior del cascarón, en madera cimbrada, queda adornada por una decoración floral pintada sobre un enlucido, Pámpanos amarillos sobre fondo azul.

#### El minbar

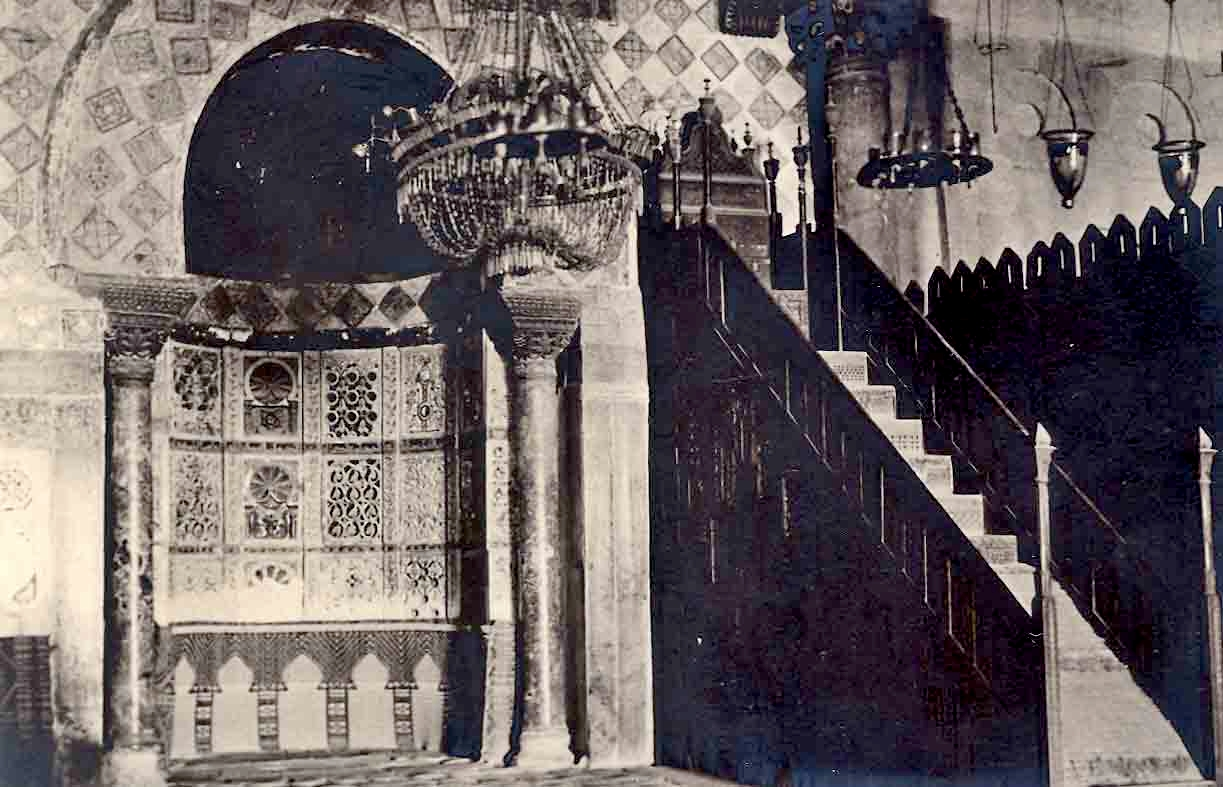
Minbar en 1930

El minbar, que data del siglo IX, es conocido como el más antiguo del mundo islámico y está compuesto de cerca trescientas piezas de teca cuidadosamente labradas y ensambladas. A la derecha del minbar se encuentra la maqsura, que es un espacio rodeado de un hermoso muro de madera finamente adornado con diversos motivos geométricos, donde el soberano asiste a la oración. 

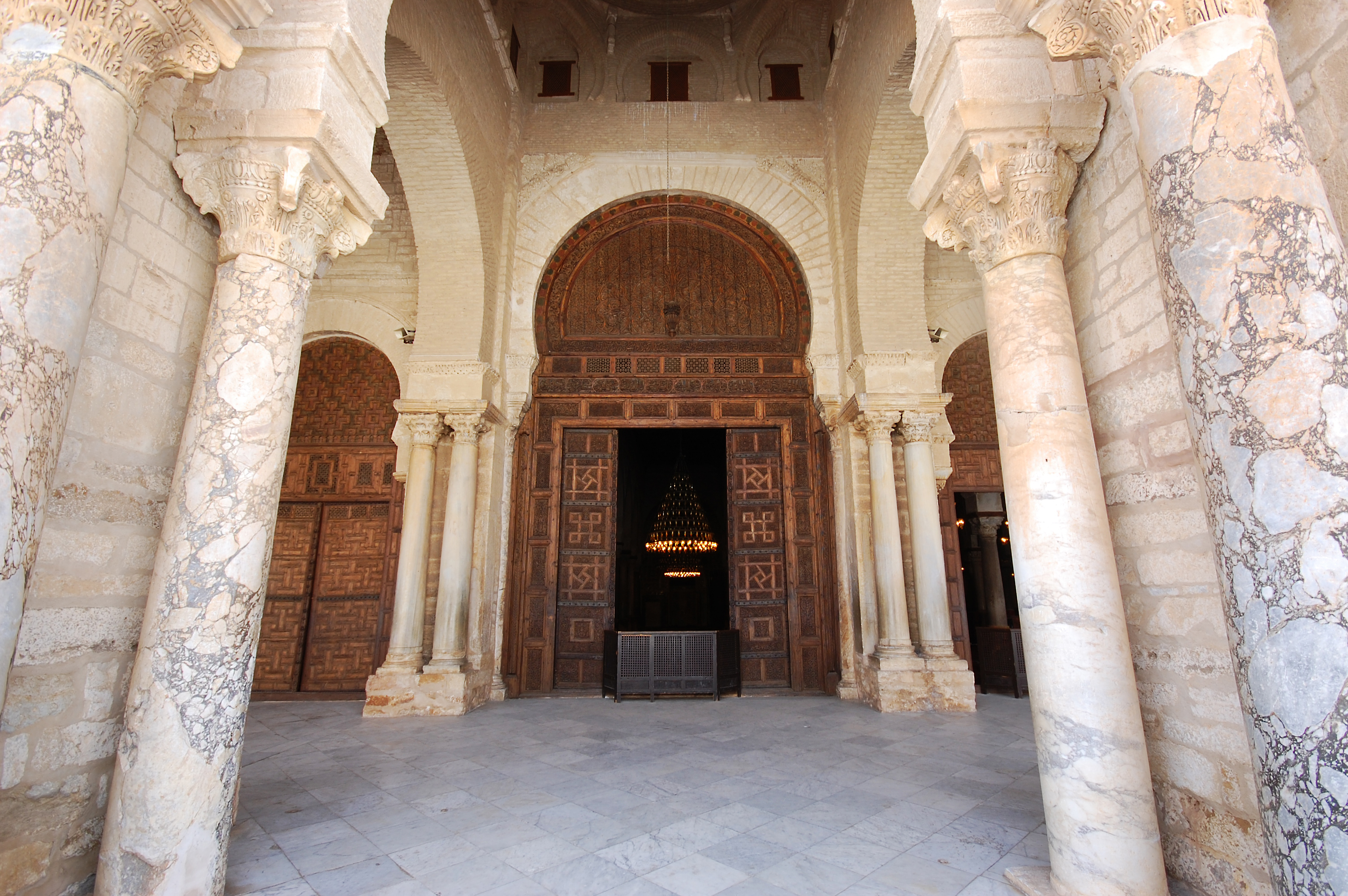
Entrada principal de la sala de oración
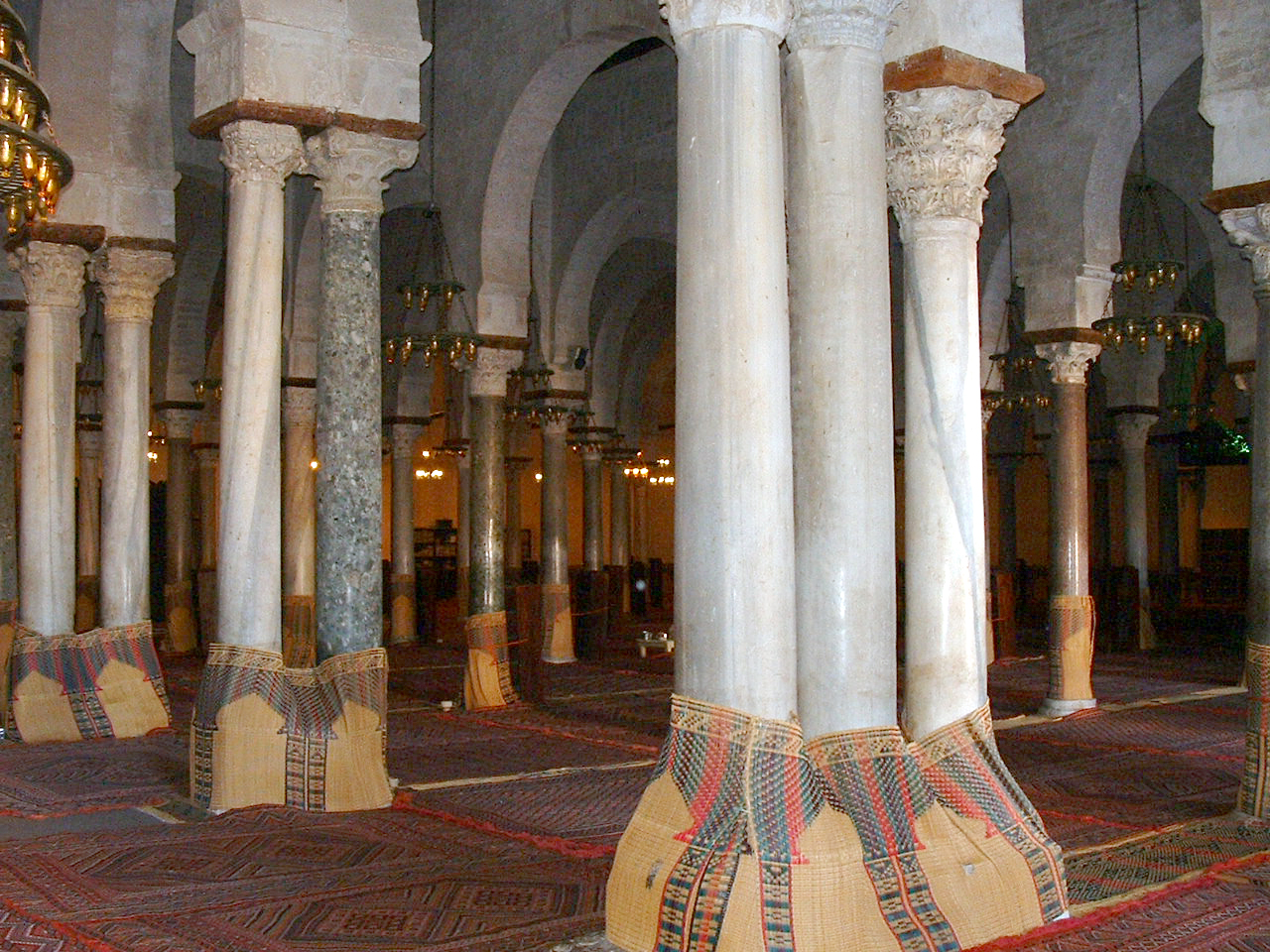
Columnas de la sala de oración
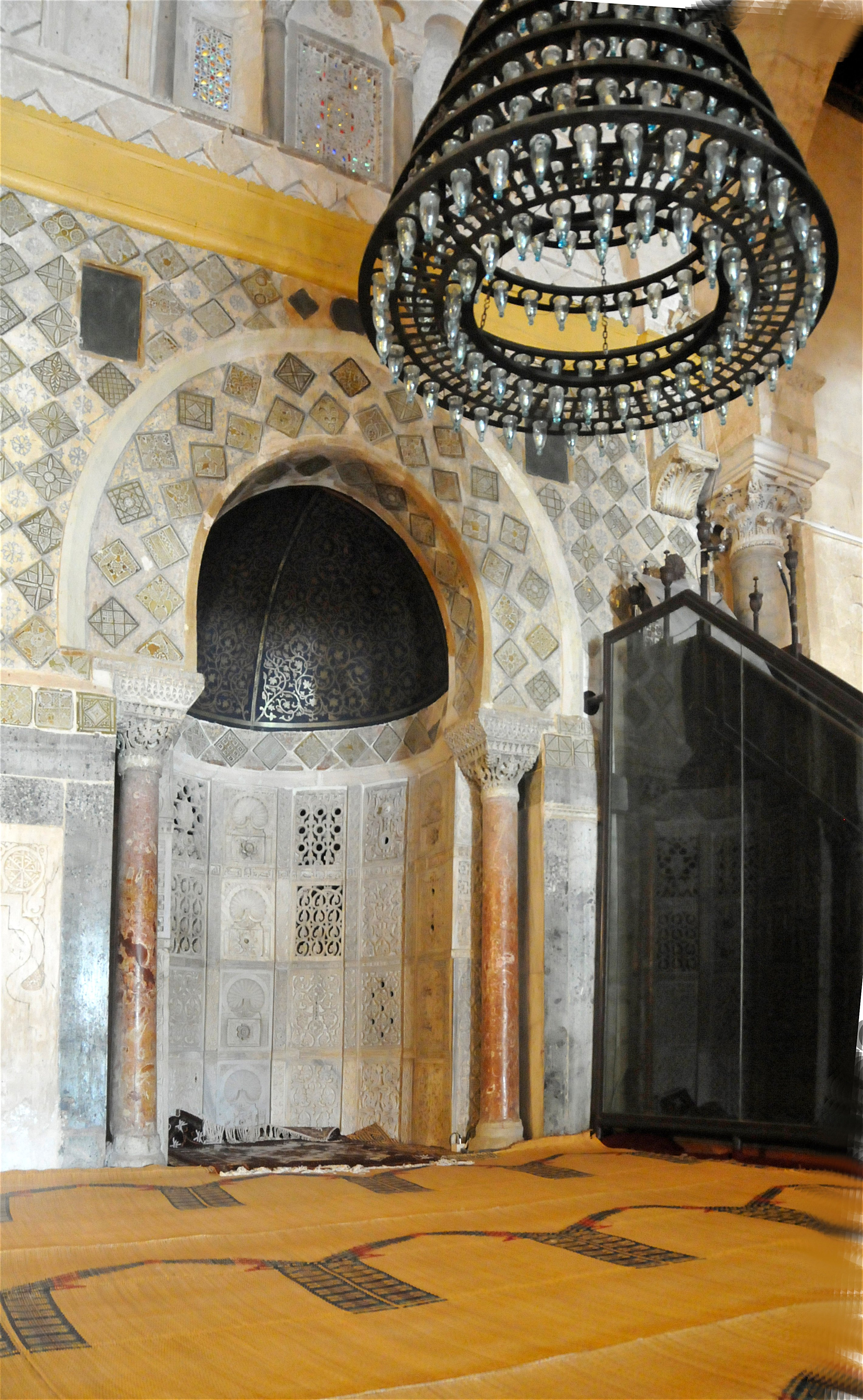
El mihrab
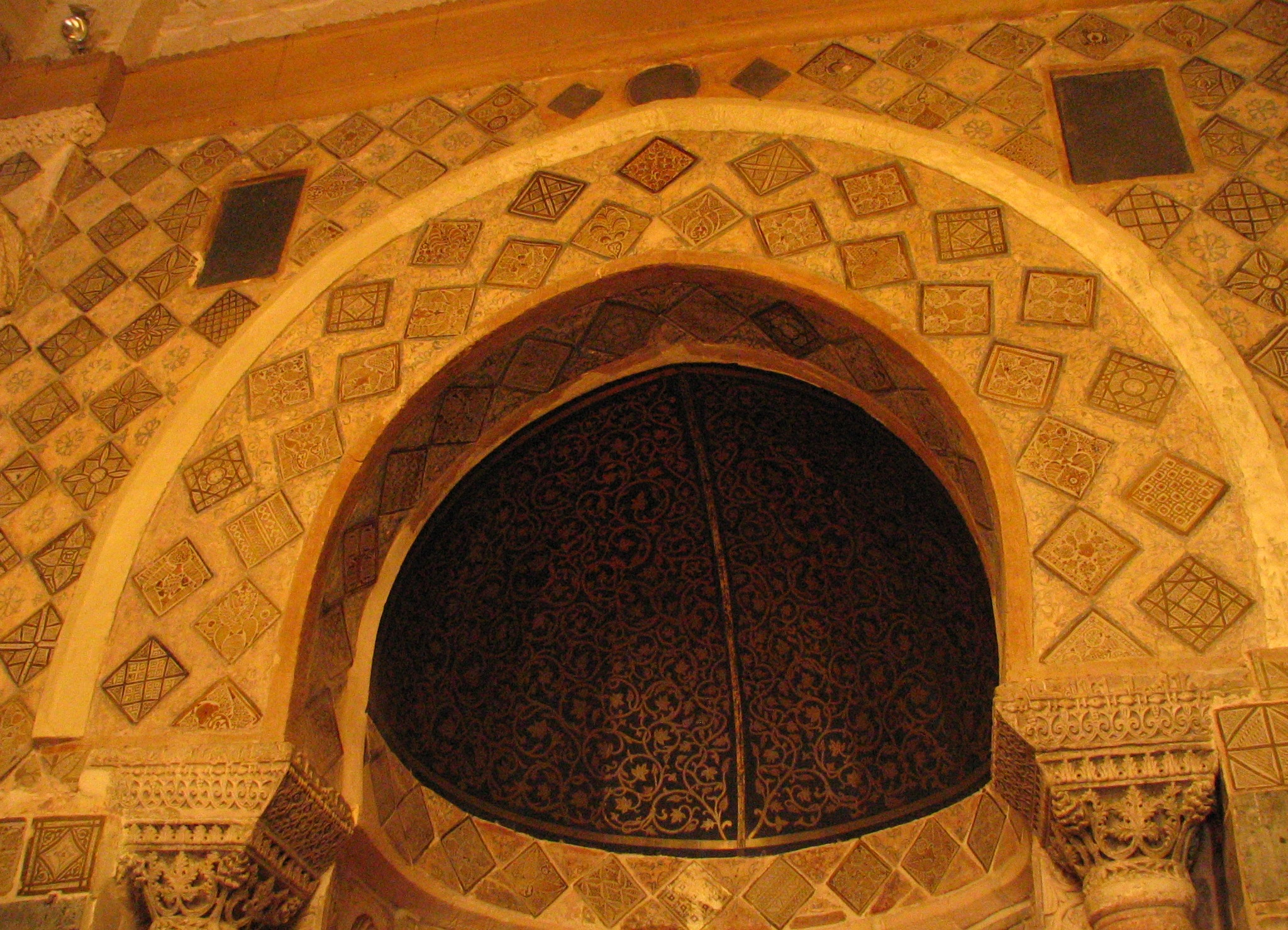
Parte superior del mihrab
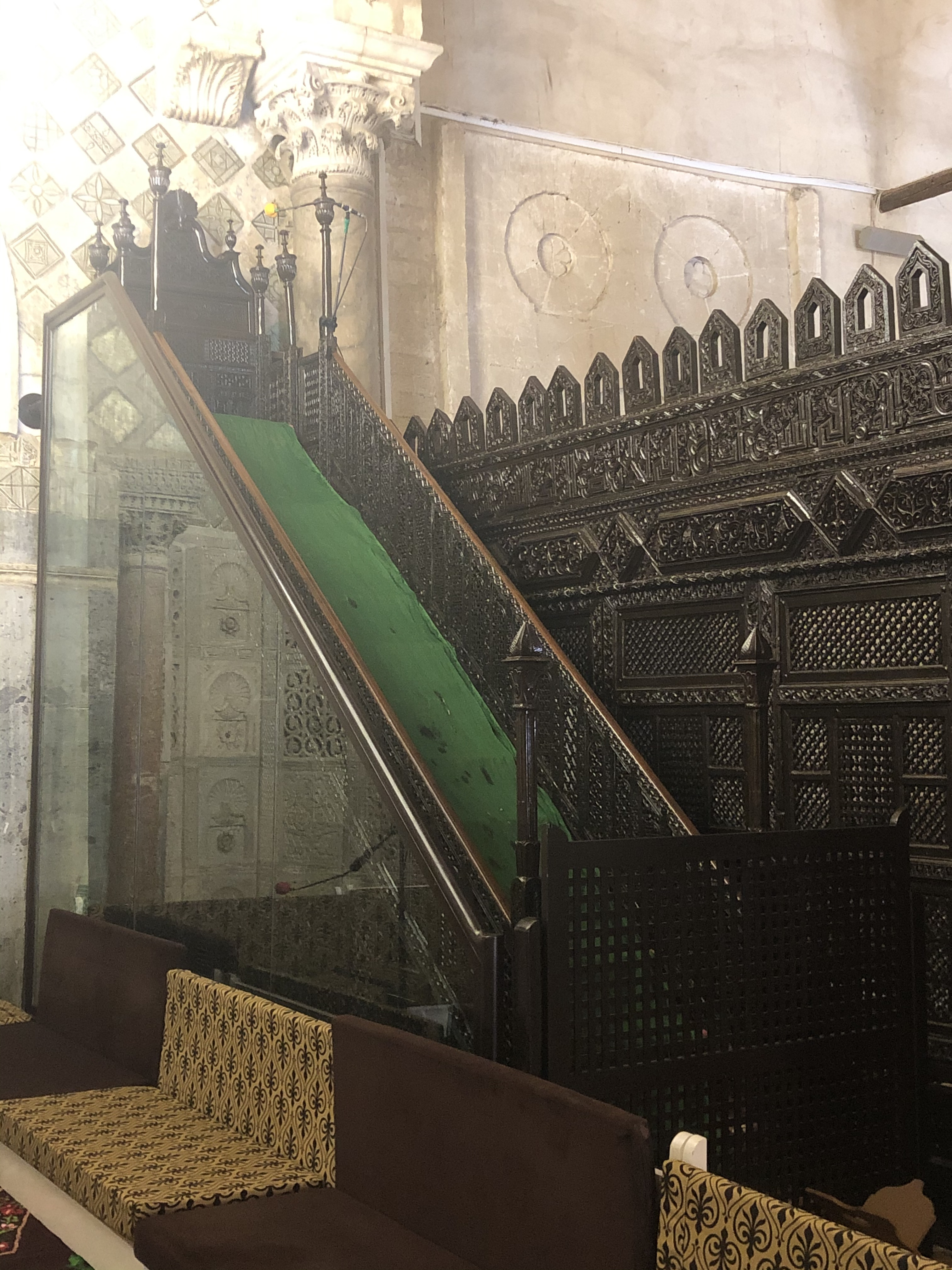
Minbar